# Kjetil Rekdal
Kjetil André Rekdal  (Molde, 1968. november 6. –) norvég válogatott labdarúgó, edző.

## Pályafutása

### Játékosként
Játékosként játszott Franciaországban, Németországban és Belgiumban, valamint hazájában. Rekdal 83 mérkőzésen szerepelt a norvég válogatottban, 1987-ben debütált Olaszország ellen , és játszott két világbajnokságon (1994 és 1998). 17 gólt szerzett a nemzeti csapatban, azok között 1 gól a legendás Wembley-ben Anglia ellen.
A következő klubokban szerepelt: Fiksdal / Rekdal, Molde FK, Borussia Mönchengladbach, Lierse, Rennes, Hertha Berlin és a Vålerenga.

### Edzőként
Rekdal bebizonyította hogy sikeres edző, Vålerengát vissza vezette a helyére, mint az egyik meghatározó klub a norvég Premier League-ben. 2004-ben a második helyre vezette csapatát, gólkülönbség miatt elvesztették az első helyett a Rosenborg ellen, de 2005-ben sikerült megnyerniük a bajnokságot 21 év után véget vetettek a Rosenborg 13 éves uralkodásának Norvégiában.
Rekdal, 2006. augusztus 21-én lemondott a Vålerenga edzői posztjáról, miután sorozatos rossz eredmények következtek. 2006. november 21-én egykori klubja a Lierse edzőjének nevezték ki. Érkezésekor a klub a táblázat alján helyezkedett el mindössze két ponttal, tizenöt mérkőzés után. A szezon végét sikerült 26 ponttal zárni, így elkerülték a közvetlen kiesést. Az osztályozó rájátszáson három mérkőzést sikerült nyerniük a hat-mérkőzésből és így kiestek a másodosztályba.
2007 májusában aláírt a német Bundesliga 2-ben szereplő 1. FC Kaiserslautern csapatához.Következő év (2008) februárjában kirúgták, miután a 16. helyet foglalták el a ranglistán, három győzelemmel a tizenkilenc mérkőzésből.
2008-ban visszatért Norvégiába a Aalesund csapatához. 2009-ben megnyerték a Norvég kupát a rivális Molde FK ellen 3-2-re tizenegyesekben. 2010-ben Rekdal vezetésével az Aalesund a 4. helyet szerezte meg a norvég első osztályban, a klub történetének legjobb eredményét.

## Fordítás
Ez a szócikk részben vagy egészben  a   Kjetil Rekdal című angol Wikipédia-szócikk fordításán alapul.  Az eredeti cikk szerkesztőit annak laptörténete sorolja fel. Ez a jelzés csupán a megfogalmazás eredetét és a szerzői jogokat jelzi, nem szolgál a cikkben szereplő információk forrásmegjelöléseként.